# Veronica scutellata
La Veronica delle paludi (Veronica scutellata L. 1753) è una pianta erbacea perenne appartenente alla famiglia delle Plantaginaceae.

## Distribuzione e habitat
È diffusa nelle zone umide in Europa, in Nord America e in Asia, dove il suo areale si estende dal Medio Oriente e dal Kazakistan alla Kamčatka.

## Descrizione
La corolla è pentamera ma apparentemente si presenta a 4 lobi in quanto i due petali superiori sono fusi insieme; gli stami sono 2 saldati alla corolla.
Il frutto è una capsula è compressa lateralmente e contiene da 2 a 50 semi.